# Crataegus osiliensis
Crataegus osiliensis är en rosväxtart som beskrevs av Raǐmond Ekabovich Cinovskis. Crataegus osiliensis ingår i Hagtornssläktet som ingår i familjen rosväxter. Inga underarter finns listade i Catalogue of Life.